# Saint-Julien-en-Beauchêne
Saint-Julien-en-Beauchêne település Franciaországban, Hautes-Alpes megyében. Lakosainak száma 135 fő (2022. január 1.). Saint-Julien-en-Beauchêne Aspres-sur-Buëch, La Faurie, Montbrand, Boulc, Glandage, Lus-la-Croix-Haute és Dévoluy községekkel határos.

## Népesség
A település népessége az elmúlt években az alábbi módon változott:
| Lakosok száma | 139  | 114  | 120  | 123  | 125  | 124  | 127  | 136  | 137  | 135  |
|               | 1968 | 1982 | 1990 | 2006 | 2013 | 2015 | 2017 | 2019 | 2020 | 2022 |